# چگونگی زندگی آدمی (فیلم)
چگونگی زندگی آدمی (انگلیسی: Man's Fate) فیلمی رهاشده در سال ۱۹۶۹ به کارگردانی فرد زینمان و اقتباسی از رمان چگونگی زندگی آدمی نوشته آندره مالرو بود.